# Volta a Catalunya de 1949
La Volta a Catalunya de 1949 fou la vint-i-novena edició de la Volta a Catalunya. La prova es disputà en 10 etapes entre el 18 i el 25 de setembre de 1949, amb un total de 1.236 km. El vencedor final fou el francès Emile Rol, per davant de Miquel Poblet i Robert Desbats.
Com a principal novetat, la cursa arribava a Perpinyà. en una jornada amb dues etapes. Es tractava del primer cop que la "Volta" arribava a la capital del Rosselló, i va ser molt emotiu pels exiliats que hi vivien. L'etapa final a Andorra, repetia com l'edició anterior.
Malgrat guanyar 4 etapes, Miquel Poblet no va poder aconseguir la victòria final, ja que Emile Rol estava recolzat amb un bon equip, especialment del seu compatriota Robert Desbats. Va poder mantenir el lideratge aconseguit a la 2a etapa.

## Etapes
| Etapa | Data           | Recorregut                        | km    | Guanyador            | Líder               |
| ----- | -------------- | --------------------------------- | ----- | -------------------- | ------------------- |
| 1a    | 18 de setembre | Montjuïc - Montjuïc               | 46,0  | Miquel Poblet (ESP)  | Miquel Poblet (ESP) |
| 2a    | 18 de setembre | Barcelona - Vic                   | 114,0 | Emile Rol (FRA)      | Emile Rol (FRA)     |
| 3a    | 19 de setembre | Vic - Figueres                    | 128,0 | Miquel Poblet (ESP)  | Emile Rol (FRA)     |
| 4a    | 19 de setembre | Figueres - Perpinyà               | 55,0  | Pierre Roux (FRA)    | Emile Rol (FRA)     |
| 5a    | 20 de setembre | Perpinyà - Andorra la Vella (AND) | 175,0 | Robert Desbats (FRA) | Emile Rol (FRA)     |
| 6a    | 21 de setembre | Andorra la Vella (AND) - Manresa  | 141,0 | Miquel Poblet (ESP)  | Emile Rol (FRA)     |
| 7a    | 22 de setembre | Manresa - Reus                    | 207,0 | Miquel Poblet (ESP)  | Emile Rol (FRA)     |
| 8a    | 23 de setembre | Reus - Tortosa                    | 88,0  | Armand Baeyens (BEL) | Emile Rol (FRA)     |
| 9a    | 24 de setembre | Tortosa - Vilanova i la Geltrú    | 139,0 | Angelo Menon (ITA)   | Emile Rol (FRA)     |
| 10a   | 25 de setembre | Vilanova i la Geltrú - Barcelona  | 143,0 | Bernat Capó (ESP)    | Emile Rol (FRA)     |

## Classificació final
| Pos. | Ciclista                    | Club             | Temps       |
| ---- | --------------------------- | ---------------- | ----------- |
| 1    | Emile Rol (FRA)             | Iberia Radio     | 36h 01' 16" |
| 2    | Miquel Poblet (ESP)         | Galindo          | + 3' 46"    |
| 3    | Robert Desbats (FRA)        | Iberia Radio     | + 3' 46"    |
| 4    | Alex Close (BEL)            | Gota de Ambar    | + 5' 30"    |
| 5    | Fermo Camellini (ITA)       | Iberia Radio     | + 5' 31"    |
| 6    | Settimo Simonini (ITA)      | Wamba            | + 7' 03"    |
| 7    | Josep Serra (ESP)           | UE Sants-Bertola | + 8' 18"    |
| 8    | Ezio Cecchi (ITA)           | Wamba            | + 8' 19"    |
| 9    | Mateu Alemany Enseñat (ESP) |                  | + 11' 02"   |
| 10   | Antoni Gelabert (ESP)       | Iberia Radio     | + 13' 07"   |

### Etapa 1 Barcelona - Barcelona. 46,0 km
|   | Ciclista              | Equip        | Temps      |
| - | --------------------- | ------------ | ---------- |
| 1 | Miquel Poblet         | Galindo      | 1h 11' 57" |
| 2 | Cipriano Aguirrezabal | Galindo      | m. t.      |
| 3 | Gabriel Saura         | Iberia Radio | m. t.      |

|   | Ciclista              | Equip        | Temps      |
| - | --------------------- | ------------ | ---------- |
| 1 | Miquel Poblet         | Galindo      | 1h 11' 57" |
| 2 | Cipriano Aguirrezabal | Galindo      | m. t.      |
| 3 | Gabriel Saura         | Iberia Radio | m. t.      |

### Etapa 2. Barcelona - Vic. 114,0 km
|   | Ciclista       | Equip        | Temps      |
| - | -------------- | ------------ | ---------- |
| 1 | Emile Rol      | Iberia Radio | 3h 07' 29" |
| 2 | Albert Bourlon | Iberia Radio | + 04"      |
| 3 | Angelo Menon   |              | + 14"      |

|   | Ciclista       | Equip        | Temps      |
| - | -------------- | ------------ | ---------- |
| 1 | Emile Rol      | Iberia Radio | 4h 19' 26" |
| 2 | Albert Bourlon | Iberia Radio | + 04"      |
| 3 | Joaquim Olmos  | Galindo      | + 03' 14"  |

### Etapa 3. Vic - Figueres. 128,0 km
|   | Ciclista      | Equip        | Temps      |
| - | ------------- | ------------ | ---------- |
| 1 | Miquel Poblet | Galindo      | 3h 56' 12" |
| 2 | Emile Rol     | Iberia Radio | m. t.      |
| 3 | Joan Gimeno   | Galindo      | + 03"      |

|   | Ciclista  | Equip        | Temps |
| - | --------- | ------------ | ----- |
| 1 | Emile Rol | Iberia Radio |       |
| 2 |           |              |       |
| 3 |           |              |       |

### Etapa 4. Figueres - Perpinyà. 55,0 km
|   | Ciclista      | Equip   | Temps      |
| - | ------------- | ------- | ---------- |
| 1 | Pierre Roux   |         | 1h 46' 45" |
| 2 | Angelo Menon  |         | + 23"      |
| 3 | Miquel Poblet | Galindo | m. t.      |

|   | Ciclista       | Equip        | Temps     |
| - | -------------- | ------------ | --------- |
| 1 | Emile Rol      | Iberia Radio |           |
| 2 | Miquel Poblet  | Galindo      | + 05' 30" |
| 3 | Robert Desbats | Iberia Radio |           |

### Etapa 5. Perpinyà - Andorra la Vella. 175,0 km
|   | Ciclista       | Equip            | Temps      |
| - | -------------- | ---------------- | ---------- |
| 1 | Robert Desbats | Iberia Radio     | 5h 44' 20" |
| 2 | Josep Serra    | UE Sants-Bertola | + 06"      |
| 3 | Marcel Buysse  | Gota de Ambar    | + 17"      |

|   | Ciclista       | Equip        | Temps       |
| - | -------------- | ------------ | ----------- |
| 1 | Emile Rol      | Iberia Radio | 15h 49' 41" |
| 2 | Robert Desbats | Iberia Radio | + 03' 14"   |
| 3 | Miquel Poblet  | Galindo      | + 06' 52"   |

### Etapa 6. Andorra la Vella - Manresa. 141,0 km
|   | Ciclista      | Equip   | Temps      |
| - | ------------- | ------- | ---------- |
| 1 | Miquel Poblet | Galindo | 4h 06' 28" |
| 2 | Angelo Menon  |         | + 04"      |
| 3 | Pere Sant     | Galindo | + 09"      |

|   | Ciclista       | Equip        | Temps       |
| - | -------------- | ------------ | ----------- |
| 1 | Emile Rol      | Iberia Radio | 19h 59' 15" |
| 2 | Robert Desbats | Iberia Radio | + 03' 34"   |
| 3 | Miquel Poblet  | Galindo      | + 03' 46"   |

### Etapa 7. Manresa - Reus. 207,0 km
|   | Ciclista          | Equip        | Temps      |
| - | ----------------- | ------------ | ---------- |
| 1 | Miquel Poblet     | Galindo      | 5h 58' 41" |
| 2 | Robert Desbats    | Iberia Radio | m. t.      |
| 3 | Quirino Toccaceli | Wamba        | m. t.      |

|   | Ciclista       | Equip        | Temps       |
| - | -------------- | ------------ | ----------- |
| 1 | Emile Rol      | Iberia Radio | 25h 57' 56" |
| 2 | Robert Desbats | Iberia Radio | + 03' 34"   |
| 3 | Miquel Poblet  | Galindo      | + 03' 46"   |

### Etapa 8. Reus - Tortosa. 88,0 km
|   | Ciclista       | Equip            | Temps      |
| - | -------------- | ---------------- | ---------- |
| 1 | Armand Baeyens | Gota de Ambar    | 2h 08' 10" |
| 2 | Senén Mesa     | Bertola          | m. t.      |
| 3 | Josep Serra    | UE Sants-Bertola | m. t.      |

|   | Ciclista       | Equip            | Temps       |
| - | -------------- | ---------------- | ----------- |
| 1 | Emile Rol      | Iberia Radio     | 28h 11' 41" |
| 2 | Robert Desbats | Iberia Radio     | + 03' 34"   |
| 3 | Josep Serra    | UE Sants-Bertola | + 03' 39"   |

### Etapa 9. Tortosa - Vilanova i la Geltrú. 139,0 km
|   | Ciclista       | Equip          | Temps      |
| - | -------------- | -------------- | ---------- |
| 1 | Angelo Menon   |                | 3h 43' 17" |
| 2 | Armand Baeyens | Gota de Ambar  | + 59"      |
| 3 | Josep Mateo    | C.C. Barcelona | + 01' 00"  |

|   | Ciclista       | Equip        | Temps       |
| - | -------------- | ------------ | ----------- |
| 1 | Emile Rol      | Iberia Radio | 31h 57' 16" |
| 2 | Robert Desbats | Iberia Radio | + 03' 34"   |
| 3 | Miquel Poblet  | Galindo      | + 03' 46"   |

### Etapa 10. Vilanova i la Geltrú - Barcelona. 143,0 km
|   | Ciclista      | Equip        | Temps      |
| - | ------------- | ------------ | ---------- |
| 1 | Bernat Capó   | Iberia Radio | 4h 03' 50" |
| 2 | Miquel Poblet | Galindo      | + 10"      |
| 3 | Manuel Folch  |              | m. t.      |

|   | Ciclista       | Equip        | Temps       |
| - | -------------- | ------------ | ----------- |
| 1 | Emile Rol      | Iberia Radio | 36h 01' 16" |
| 2 | Miquel Poblet  | Galindo      | + 03' 46"   |
| 3 | Robert Desbats | Iberia Radio | + 03' 46"   |

## Classificacions secundàries
| Pos. | Ciclista        | Equip           | Punts |
| ---- | --------------- | --------------- | ----- |
| 1    | Joaquim Filbà   | Galindo         | 33    |
| 2    | Juan Espín      | U.C. Hospitalet | 24    |
| 3    | Antoni Gelabert | Iberia Radio    | 14    |

| Pos. | Equip        | Temps        |
| ---- | ------------ | ------------ |
| 1    | Iberia Radio | 108h 13' 05" |
| 2    | Wamba        | + 28' 28"    |
| 3    | Bertola      | + 1h 11' 16" |